# Chief Mountain
Chief Mountain is een berg gelegen in het Glacier National Park in de staat Montana van de Verenigde Staten. De top van de berg is op een hoogte van 2767 meter boven zeespiegel. Chief Mountain laat zich moeilijk beklimmen door bergbeklimmers, doordat de berg bestaat uit sedimenten, waardoor het lastig is om bevestigingspunten te maken. De berg maakt deel uit van de Lewis Range, dat op zijn beurt weer deel uitmaakt van de Rocky Mountains.
- Virtual International Authority File: 9759150033017911180003